# 阿巴波
阿巴波是玻利維亞的城鎮，位於該國東南部，由聖克魯斯省負責管轄，距離首府聖克魯斯142公里，海拔高度445米，每年平均降雨量約800毫米，2010年人口3,140。
18°50′S 63°28′W / 18.833°S 63.467°W